# Ombriano

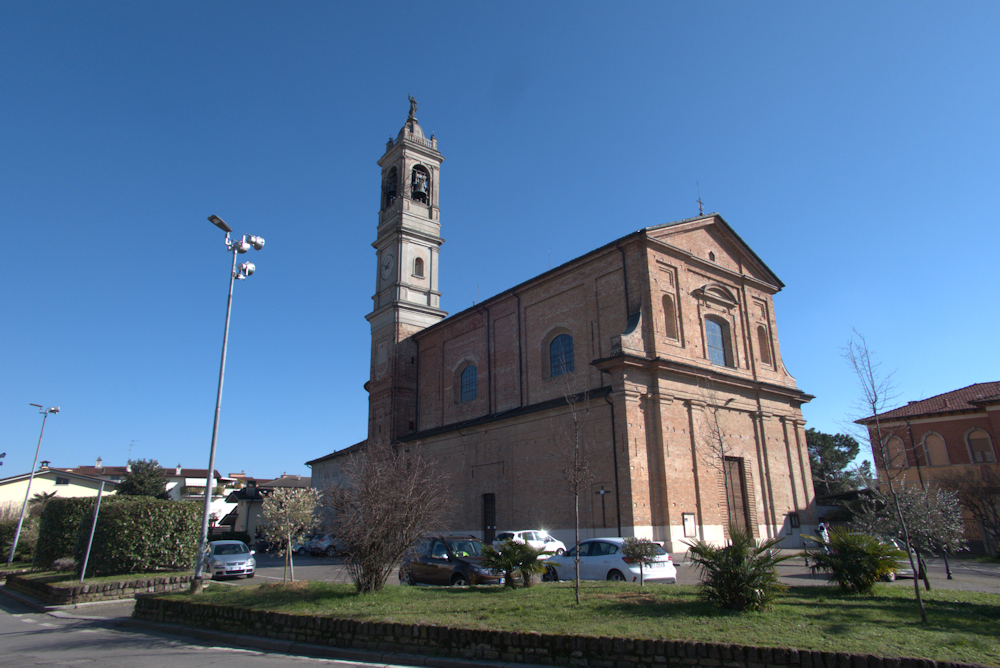
Die Pfarrkirche

Ombriano (lombardisch Umbrià) ist ein Stadtteil der norditalienischen Stadt Crema.

## Geschichte
Der Ort Ombriano war historisch eine selbständige Gemeinde. 1809 wurde Ombriano nach einem Dekret Napoleon Bonapartes in die Stadt Crema eingemeindet. Mit der Errichtung des österreichischen Königreichs Lombardo-Venetien wurde die Gemeinde 1816 wieder selbständig.
Zur Zeit der Gründung des Königreichs Italien (1861) zählte Ombriano 1544 Einwohner. 1928 wurde die Gemeinde erneut in die Stadt Crema eingemeindet.